# برج شیهوا اینترنشنال
برج شیهوا اینترنشنال، (چینی: 世華國際大樓; پین‌یین: Shìhuá Guójì Dàlóu) آسمان‌خراش ۴۷ طبقه به ارتفاع ۱۷۵ متر، با کاربری اداری-تجاری است، که در شهر تایچونگ، تایوان مستقر می‌باشد. پروژه ساخت این ساختمان در سال ۲۰۰۱ میلادی آغاز شد و در سال ۲۰۰۴ میلادی تکمیل و افتتاح گردید. معمار این بنا کون پدرسون فاکس است.